# Liste der Kulturdenkmale in Großrudestedt
In der Liste der Kulturdenkmale in Großrudestedt sind alle Kulturdenkmale der thüringischen Gemeinde Großrudestedt (Landkreis Sömmerda) und ihrer Ortsteile aufgelistet (Stand: 2006).

## Legende
- Bild: zeigt ein Bild des Kulturdenkmals und gegebenenfalls einen Link zu weiteren Fotos des Kulturdenkmals im Medienarchiv Wikimedia Commons
- Bezeichnung: Name, Bezeichnung oder die Art des Kulturdenkmals
- Lage: Wenn vorhanden Straßenname und Hausnummer des Kulturdenkmals; Grundsortierung der Liste erfolgt nach dieser Adresse. Der Link Karte führt zu verschiedenen Kartendarstellungen und nennt die Koordinaten des Kulturdenkmals.
 Kartenansicht, um Koordinaten zu setzen – in dieser Kartenansicht sind Kulturdenkmale ohne Koordinaten mit einem roten bzw. orangen Marker dargestellt und können in der Karte gesetzt werden. Kulturdenkmale ohne Bild sind mit einem blauen bzw. roten Marker gekennzeichnet, Kulturdenkmale mit Bild mit einem grünen bzw. orangen Marker.
- Datierung: gibt das Jahr der Fertigstellung beziehungsweise das Datum der Erstnennung oder den Zeitraum der Errichtung an
- Beschreibung: bauliche und geschichtliche Einzelheiten des Kulturdenkmals, vorzugsweise die Denkmaleigenschaften
- ID: Die ID identifiziert das Kulturdenkmal eindeutig. In Thüringen sind aktuell keine IDs veröffentlicht. In der ID-Spalte kann sich auch folgendes Icon  befinden, dies führt zu Angaben zu diesem Kulturdenkmal bei Wikidata.

## Großrudestedt
Einzeldenkmale
| Bild                           | Bezeichnung                        | Lage                      | Datierung | Beschreibung | ID |
| ------------------------------ | ---------------------------------- | ------------------------- | --------- | --- | -- |
| weitere Bilder Fotos hochladen | St.-Albanus-Kirche mit Ausstattung | Karl-Marx-Platz (Karte)   | 1724      | Derzeit (2016) in Sanierung begriffen. Die Kirchgemeinde von Großrudestedt ist dem Kirchspiel von Udestedt zugehörig. |    |
| Fotos hochladen                | Wohnhaus                           | Bahnhofstraße 2 (Karte)   |           | Derzeit (2016) in Sanierung begriffen. Die Kirchgemeinde von Großrudestedt ist dem Kirchspiel von Udestedt zugehörig. |    |
| BW                             | Hofanlage                          | Breite Str. 3 (Karte)     |           | Am 26. Mai 2017 wurde dem Autor das Fotografieren nicht erlaubt.                                                      |    |
| Fotos hochladen                | Schule                             | Breite Straße 4/6 (Karte) |           | |    |
| Fotos hochladen                | Pfarrhaus mit Scheune              | Breite Straße 11 (Karte)  |           | |    |
| Fotos hochladen                | Wohnhaus                           | Karl-Marx-Platz 1 (Karte) |           | |    |
| Fotos hochladen                | Wohnhaus                           | Mittelgasse 1 (Karte)     |           | |    |

## Kleinrudestedt
Einzeldenkmale
| Bild                           | Bezeichnung      | Lage                          | Datierung | Beschreibung | ID |
| ------------------------------ | ---------------- | ----------------------------- | --------- | --- | -- |
| Fotos hochladen                | Pfarrhaus (2016) | Anger 9 (ehem. Nr. 1) (Karte) |           | |    |
| weitere Bilder Fotos hochladen | Kirchturm        | Anger 11a (Karte)             |           | Das Kirchenschiff ist abgetragen, der Kirchturm ist ohne Ausstattung erhalten. Ein Neubau des Kirchenschiffes ist geplant. Die Kirchgemeinde von Kleinrudestedt ist dem Kirchspiel von Udestedt zugehörig. |    |
| Fotos hochladen                | Hofanlage        | Große Gasse 24 (Karte)        |           | Das Kirchenschiff ist abgetragen, der Kirchturm ist ohne Ausstattung erhalten. Ein Neubau des Kirchenschiffes ist geplant. Die Kirchgemeinde von Kleinrudestedt ist dem Kirchspiel von Udestedt zugehörig. |    |

## Kranichborn
Einzeldenkmale
| Bild                           | Bezeichnung                                                                                   | Lage                         | Datierung | Beschreibung                                                                 | ID |
| ------------------------------ | --------------------------------------------------------------------------------------------- | ---------------------------- | --------- | ---------------------------------------------------------------------------- | -- |
| weitere Bilder Fotos hochladen | St.-Gallus-Kirche mit Ausstattung und verschiedenen Grabsteinen auf dem Friedhof (Bild: 2016) | Erfurter Str. 30 (Karte)     | 1766      | Die Kirchgemeinde von Kranichborn ist dem Kirchspiel von Udestedt zugehörig. |    |
| Fotos hochladen                | Hofanlage                                                                                     | Am Löschteich 2 (Karte)      |           | Die Kirchgemeinde von Kranichborn ist dem Kirchspiel von Udestedt zugehörig. |    |
| Fotos hochladen                | Kleines Gut, Wohnhaus                                                                         | Am Löschteich 9 (Karte)      |           | Die Kirchgemeinde von Kranichborn ist dem Kirchspiel von Udestedt zugehörig. |    |
| Fotos hochladen                | Großes Gut, Wohnhaus                                                                          | Platz des Friedens 2 (Karte) |           | (noch existent?)                                                             |    |
| BW                             | Gedenkstein                                                                                   | Erfurter Straße (Karte)      |           | (noch existent?)                                                             |    |

## Schwansee
Einzeldenkmale
| Bild                           | Bezeichnung                 | Lage                                      | Datierung | Beschreibung                                                               | ID |
| ------------------------------ | --------------------------- | ----------------------------------------- | --------- | -------------------------------------------------------------------------- | -- |
| weitere Bilder Fotos hochladen | Dorfkirche mit Ausstattung  | Erfurter Straße 35 (ehem. Nr. 36) (Karte) | 1676      | Die Kirchgemeinde von Schwansee ist dem Kirchspiel von Udestedt zugehörig. |    |
| Fotos hochladen                | Wohnhaus                    | Erfurter Straße 4 (Karte)                 |           | Die Kirchgemeinde von Schwansee ist dem Kirchspiel von Udestedt zugehörig. |    |
| Fotos hochladen                | Scheune des ehem. Rentamtes | Erfurter Straße 36 (Karte)                |           | Die Kirchgemeinde von Schwansee ist dem Kirchspiel von Udestedt zugehörig. |    |
| Fotos hochladen                | Taubenhaus                  | Erfurter Straße 53a (Karte)               |           | Die Kirchgemeinde von Schwansee ist dem Kirchspiel von Udestedt zugehörig. |    |

## Quelle
- Landkreis Sömmerda. (Memento vom 1. Februar 2017 im Internet Archive; PDF; 160 kB) landkreis-soemmerda.de, Auszug aus dem Denkmalbuch des Landes Thüringen